# Triollo
Triollo è un comune spagnolo di 85 abitanti situato nella comunità autonoma di Castiglia e León.
www.triollo.net